# Cottiusculus nihonkaiensis
Cottiusculus nihonkaiensis är en fiskart som beskrevs av Yoshiaki Kai och Tetsuji Nakabo 2009. Cottiusculus nihonkaiensis ingår i släktet Cottiusculus och familjen simpor. Inga underarter finns listade i Catalogue of Life.